# Be True to Your School
Be True to Your School è un singolo del gruppo rock statunitense The Beach Boys, pubblicato nel 1963 ed estratto dall'album Little Deuce Coupe.
Il brano è stato scritto da Brian Wilson e Mike Love.

## Tracce
- 7"

1. Be True to Your School
2. In My Room

## Cover
• I Twisted Sister realizzarono Be Chrool to Your Scuel, cover inclusa nel disco Come Out and Play del 1985, in cui viene parodiato il significato originario del brano dei Beach Boys;